# Gerhard Mahler (Fernsehtechniker)
Gerhard Mahler (* 15. September 1931 in Hannover; † 5. Juli 2019) war ein deutscher Fernsehtechniker. Er war ein Mitarbeiter von Walter Bruch und trug Wesentliches zur Entwicklung und Verbreitung des PAL-Farbfernsehsystems bei.

## Leben
Gerhard Mahler studierte Hochfrequenz- und Fernmeldetechnik an der TH Hannover. Danach arbeitete er, unter anderem mit Walter Bruch, von 1957 bis 1980 an der Grundlagenentwicklung Radio- und Fernsehtechnik bei Telefunken in Hannover. 1974 beendete er erfolgreich seine Promotion. Von 1980 bis 1994 war er Abteilungsleiter im Heinrich-Hertz-Institut Berlin, Arbeitsgebiete: HDTV, Displaytechnik, 3DTV. Bis 1998 war er als Honorarprofessor an der Universität Hannover tätig.
Ab 1995 lebte er bei München und nahm gelegentlich an Forschungsveranstaltungen der aktuellen Fernsehtechnik teil.

## Ehrung und Veröffentlichung
Mahler war seit 1996 Ehrenmitglied der Fernseh- und Kinotechnischen Gesellschaft.
Am 17. März 2005 veröffentlichte er Die Grundlagen der Fernsehtechnik – Systemtheorie und Technik der Bildübertragung. Springer, Berlin Heidelberg 2005, ISBN 978-3-540-21900-2.
Im Rahmen der 25. FKTG-Fachtagung im Mai 2012 wurde Mahler für seine hervorragenden Leistungen auf dem Gebiet des Fernsehens mit der Richard-Theile-Medaille ausgezeichnet.